# Elatostema gibbsiae
Elatostema gibbsiae là loài thực vật có hoa trong họ Tầm ma. Loài này được R.S.Beaman mô tả khoa học đầu tiên năm 2004.